# Jens Bloch
Jens Bloch (født 27. juni 1761 i Hals, død 4. juli 1830 i Viborg) var en dansk teolog og den 33. biskop over Viborg Stift fra 1805 til sin død.

## Historie
Jens Bloch blev født i Hals i Vendsyssel af forældrene skibsfører Rasmus Bloch og Anne Christine Lassen født Banner, hvis eneste søn han var. 3 år gammel kom han fra hjemmet til sin faders svoger, kommandør Henrik Jansson, hvis undervisning han nød, til han i sit 12. år af faderen blev sendt til Riga for at uddannes på et handelskontor. Men da han havde afgjort ulyst til handel og søfart, blev han taget hjem til Danmark igen, og efter nogen tids ophold hos præsten i Nørre Sundby kom han i Aalborg latinskole og dimitteredes der fra 1780. Ivrig i sine studier, som han var, varede det ikke længe, inden han havde underkastet sig så vel den filologiske eksamen (1782) som teologisk attestats (1784), og han var derefter dekan på Kommunitetet. 
I året 1786 tiltrådte han en længere udenlandsrejse, studerede 2 år i Göttingen  og rejste videre gennem Tyskland, Holland og Frankrig. Hans håb stod til en virksomhed som universitetslærer. Ved sin hjemkomst udgav han 1790 nogle prøver af de manuskripter, han på sin rejse havde haft lejlighed til at undersøge og sammenligne; og da han under opholdet i Göttingen havde erhvervet magistergraden i filologi fra Københavns Universitet, benyttede han også straks efter sin hjemkomst sin ret til at holde forelæsninger ved Universitetet og læste over udvalgte græske forfattere. Men til fast ansættelse som docent lykkedes det ham ikke at nå. En Disputats for den filosofiske doktorgrad endnu i 1790 bragte ham ikke nærmere til det ønskede mål. 
Derimod modtog han ved samme tid præsteembedet i Stigs Bjergby i Sjælland; men i den landlige præstegård glemte han ikke sine græske klassikere. 1792 udkom hans oversættelse af Xenofons Sokratiske Mærkværdigheder. Men i længden kunne den lærde mand med den stærke videnskabelige trang ikke finde sig i landsbypræstens virksomhed, og 1795 blev han da også forflyttet til Holmens Kirke i København, hvor han med korte mellemrum forfremmedes fra nederste kapellan til provst og sognepræst. I 1795 modtog han den teologiske doktorgrad fra universitetet i Kiel for en indsendt utrykt afhandling de anthropologia Mosaica, og samme år blev han medlem af Det Kongelige Norske Videnskabers Selskab i Trondhjem. 1804 blev han Peder Hansens eftermand som biskop i Kristiansands stift og sammen med 3 nordmænd bispeviet af biskop Nicolai Edinger Balle. Men i Norge var hans virksomhed kun meget kort. Allerede året efter forflyttedes han til bispestolen i Viborg, som han da beklædte til sin død. I 1816 blev han medlem af Det kongelige danske Selskab for Fædrelandets Historie.
Han roses for sin milde, velvillige tænkemåde; gunstige formuesomstændigheder gjorde ham det muligt at føre et gæstfrit hus og være hjælpsom mod trængende. Af person var han lille og uanselig; men i det mindste i sine yngre år anerkendt for sin lærdom, skønt denne kun har sat ringe frugt i litteraturen. Med mangesidige kundskaber forbandt han imidlertid også
en overordentlig distraktion, som gav stof til de snurrigste fortællinger.
Hans Hustru, Christine født Meincke, hvem han havde ægtet 1798, døde 1824. Deres ældste datter var gift med professor, rektor N.V. Dorph.
Jens Bloch og hustru er begravet på Viborg Kirkegård.